# Бунетиці
Бунетиці (словац. Bunetice) — село в окрузі Кошиці-околиця Кошицького краю Словаччини. Площа села 8,35 км². Станом на 31 грудня 2016 року в селі проживало 92 жителі.

## Історія
Перші згадки про село датуються 1427 роком.

## Географія
Протікає річка Трстянка.

## Населення
| Рік:            | 1994. | 2004.    | 2014. | 2024.   |
| --------------- | ----- | -------- | ----- | ------- |
| Кількість осіб: | 112   | 100      | 86    | 93      |
| Різниця:        |       | -10,71 % | -14 % | +8,13 % |

| Рік:            | 2023. | 2024.   |
| --------------- | ----- | ------- |
| Кількість осіб: | 90    | 93      |
| Різниця:        |       | +3,33 % |